# Amietia fuscigula
Amietia fuscigula е вид земноводно от семейство Pyxicephalidae.

## Разпространение
Видът е широко разпространен в провинциите Източен Кейп и Западен Кейп на Южна Африка.